# Diakon

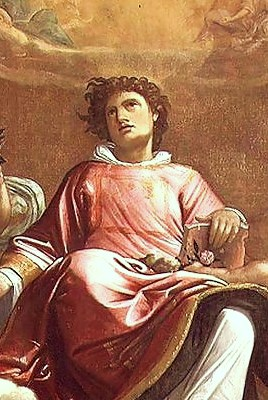
Stefanos, här avmålad med evangeliebok, anses vara en av de tidiga diakonerna.

En diakon (grek. διάκονος (diákonos), "tjänare") är en yrkestitel (vigningstjänst) inom flera kristna samfund.

## Fornkyrka, ortodoxa och katolska kyrkan
I den tidiga kyrkan var diakonen biskopens medhjälpare med särskilt ansvar för praktiska göromål, ekonomi och social verksamhet, men hade även liturgiska funktioner. I östkyrkorna är diakoner vanligt förekommande och har huvudsakligen liturgiska uppgifter. I den romersk-katolska kyrkan har diakonatet sedan medeltiden varit ett genomgångsstadium för prästkandidater, men efter Andra Vatikankonciliet har det blivit vanligt att viga yrkesverksamma (även gifta) män till permanenta diakoner för församlingstjänst.

## Sverige

### Svenska kyrkan
Inom Svenska kyrkan är diakon en del i det treledade ämbetet tillsammans med biskop och präst. Diakonerna har högskole- eller universitetsutbildning inom socialt arbete eller omvårdnad. Till denna kommer en ettårig diakonutbildning och praktik. 
Diakonerna i Svenska kyrkan känns igen på sina diakonemblem i form av ett kors omslutet av en cirkel och i mitten av korset en duva med en olivkvist i näbben. Diakonerna har, liksom präster och biskopar, skjortor med en vit prästkrage instucken i skjortans övervikta ståndkrage. Den framstår som en vit rektangel eller kvadrat (efter sitt utseende populärt kallad "frimärke") . Diakonernas skjortor är alltid gröna.
Diakontjänsten kan inom Svenska kyrkan vara socialt inriktad, och man ägnar sig mer åt praktisk handling, såsom hembesök och stödjande samtal. Diakonerna tjänstgör även i gudstjänster, vid förbön och nattvard. De kan även leda olika grupper, exempelvis samtalsgrupper, bibelstudiegrupper eller sorgegrupper.

#### Utbildning
Diakoner i Svenska kyrkan ska före sin diakonutbildning ha en akademisk utbildning vid högskola eller universitet. Den ska bestå i som lägst en kandidatexamen där huvudområdet är inom något av ämnena psykologi, socialt arbete, vård, medicin eller folkhälsa, alternativt en yrkesexamen byggd på minst 180 högskolepoäng inom något av nämnda områden, exempelvis sjuksköterska eller socionom. Innan diakonutbildningen på Svenska kyrkans utbildningsinstitut (SKUI) krävs att man genomgår en antagningsprocess för att bli diakonkandidat vid något av Svenska kyrkans stift samt att göra fastställd församlingspraktik hos diakon i aktuellt stift. Därefter följer en ett år lång utbildning på Svenska kyrkans utbildningsinstitut innan studenten kan vigas till tjänst som diakon. . 

### Equmeniakyrkan
Inom Equmeniakyrkan är diakon en av de två särskilda tjänsterna; den andra är pastor. I Equmeniakyrkan finns ingen särskild tjänst för församlingspedagogik. Detta faller också inom ramen för diakonens arbetsfält. Därför kan fritidsledarutbildning ses som en grundutbildning som kan föregå diakonutbildningen. För blivande diakoner i Equmeniakyrkan förutsätter man likt Svenska kyrkan att man innehar en social,karitativ eller pedagogisk högskoleutbildning i botten innan man påbörjar diakonutbildningen på Bromma Folkhögskola. Diakonens uppgift är att:
- ha ett särskilt ansvar för församlingens diakonala arbete
- förmedla Guds ord, samt i bön och förbön bära församlingen, dess medlemmar och andra människor inför Gud
- medverka till att församlingens kallelse att vara tjänare i världen hålls levande, följa samhällsutvecklingen och vara lyhörd för människors behov
- medverka i församlingens undervisning och ansvara för omsorg och utveckling av medhjälpare i diakonin
- uppsöka och hålla personlig kontakt, särskilt med människor som är sjuka, ensamma eller som drabbats av livskriser och sorger samt ha själavårdande samtal
- dela ut nattvarden bland dem som har svårt att deltaga i gudstjänsten.
- arbeta med församlingspedagogik
- arbeta med barn och unga.

Diakoner har avgett tystnadslöfte om sådant som anförtros i själavårdande samtal eller rör människors personliga förhållanden.
För att bli ordinerad till diakon i Equmeniakyrkan krävs förutom personlig lämplighet, medlemskap i Equmeniakyrkan, en grundutbildning/högskoleutbildning samt Equmeniakyrkans diakonutbildning som är en påbyggnadsutbildning på två år.
- Sven-Erik Brodd m flera, "Diakonins teologi" Verbum, 1997